# Tes Schouten
Tes Schouten (* 31. Dezember 2000 in Bodegraven) ist eine niederländische Schwimmerin. Sie gewann bis 2024 eine Bronzemedaille bei Olympischen Spielen. Bei Weltmeisterschaften erkämpfte sie auf der 50-Meter-Bahn je eine Gold-, Silber- und Bronzemedaille und auf der 25-Meter-Bahn je eine Silber- und Bronzemedaille. Bei Europameisterschaften erschwamm sie einmal Bronze auf der Langbahn sowie einmal Gold und einmal Bronze auf der Kurzbahn.

## Sportliche Karriere

### Die Jahre bis 2021
Die Junioreneuropameisterschaften 2015 wurden im Rahmen der Europaspiele in Baku ausgetragen. Über 50 Meter Brust und über 100 Meter Brust schied Schouten jeweils im Halbfinale aus. Die niederländische 4-mal-100-Meter-Lagenstaffel mit Marrit Steenbergen, Tes Schouten, Josien Wijkhuijs und Iri Tjonk belegte den zweiten Platz hinter dem russischen Quartett. 2016 belegte Schouten bei den Junioreneuropameisterschaften den achten Platz über 50 Meter Brust, die Lagenstaffel schied im Vorlauf aus. Im Jahr darauf erreichte Schouten den fünften Platz über 50 Meter Brust. Über 100 Meter Brust gewann sie die Silbermedaille hinter der Irin Mona McSharry.
2018 nahm Schouten an den Europameisterschaften in Glasgow teil. Über die beiden kurzen Bruststrecken schied sie jeweils im Vorlauf aus. Die niederländische Lagenstaffel mit Kira Toussaint, Tes Schouten, Kinge Zandringa und Femke Heemskerk belegte den fünften Rang mit zwei Sekunden Rückstand auf die drittplatzierte britische Staffel. Bei den Weltmeisterschaften 2019 in Gwangju wurde die Lagenstaffel mit Toussaint, Schouten, Kim Busch und Heemskerk Vorlaufzehnte. Auf beiden kurzen Bruststrecken schied Schouten vorzeitig aus. Bis 2019 gewann Schouten zehn niederländische Meistertitel, sechs auf der Langbahn und vier auf der Kurzbahn.
Wegen der Covid-19-Pandemie wurden die für 2020 geplanten internationalen Meisterschaften erst 2021 ausgetragen. Bei den Europameisterschaften in Budapest erreichte Schouten das Halbfinale über 100 Meter Brust, über 50 Meter und 200 Meter Brust schied sie im Vorlauf aus. Die niederländische Lagenstaffel mit Kira Toussaint, Tes Schouten, Maaike de Waard und Femke Heemskerk schwamm die schnellste Vorlaufzeit und war im Endlauf 1,26 Sekunden schneller als im Vorlauf, das reichte im Finale zum fünften Platz. Zwei Monate später bei den Olympischen Spielen in Tokio trat Schouten über 100 Meter Brust an und schied im Vorlauf als 25. aus. Für die Halbfinalqualifikation fehlte ihr fast eine Sekunde. Die niederländische Lagenstaffel mit Kira Toussaint, Tes Schouten, Maaike de Waard und Femke Heemskerk schwamm die zehntschnellste Vorlaufzeit, zum Finaleinzug fehlten über zwei Sekunden.

### Die Jahre ab 2022
Im Juni 2022 bei den Weltmeisterschaften in Budapest schied Schouten über 100 und 200 Meter Brust im Halbfinale aus. Die Lagenstaffel mit Toussaint, Schouten, de Waard und Steenbergen belegte den fünften Platz und war damit nach den Schwedinnen die zweitschnellste europäische Staffel. Zwei Monate später bei den Europameisterschaften in Rom wurde Schouten Siebte über 100 Meter Brust. Als Halbfinalneunter über 200 Meter Brust fehlten ihr 0,05 Sekunden zum Einzug in den Endlauf. Die Lagenstaffel erreichte das Finale mit Toussaint, Schouten, Tessa Giele und Valeria van Roon in der drittbesten Vorlaufzeit hinter den Schwedinnen und den Italienerinnen. Im Finale siegten die Schwedinnen vor den Französinnen. Toussaint, Schouten, de Waard und Steenbergen wurden Dritte mit 0,22 Sekunden Vorsprung vor den Italienerinnen. Alle sechs beteiligten Niederländerinnen erhielten eine Bronzemedaille. Im Dezember 2022 bei den Kurzbahnweltmeisterschaften in Melbourne siegte Lilly King aus den Vereinigten Staaten über 100 Meter Brust. 1,23 Sekunden dahinter wurde Schouten Zweite vor der Deutschen Anna Elendt, die als Dritte eine Hundertstelsekunde vor der Chinesin Tang Qianting anschlug. Über 200 Meter Brust erreichten Kate Douglass und Lilly King einen Doppelsieg für das Team aus den Vereinigten Staaten, 1,06 Sekunden hinter King wurde Schouten Dritte. Mit der 4-50-Meter-Lagenstaffel belegte Schouten den fünften Rang, die 4-mal-100-Meter-Lagenstaffel wurde Vierte.
2023 gewann Schouten die niederländischen Meisterschaften über 100 und 200 Meter Brust. Über 50 Meter Brust trat sie nicht an. Bei den Weltmeisterschaften in Fukuoka schied Schouten im Halbfinale über 100 Meter Brust als Zehnte aus. Über 200 Meter Brust siegte die Südafrikanerin Tatjana Schoenmaker vor Kate Douglass und Tes Schouten, Lilly King erreichte das Ziel als Vierte mit über einer halben Sekunde Rückstand auf Schouten. Die niederländische Lagenstaffel mit Kira Toussaint, Tes Schouten, Kim Busch und Marrit Steenbergen kam auf den siebten Platz. Im Dezember 2023 fanden die Kurzbahneuropameisterschaften in Otopeni statt. Schouten schlug über 100 Meter Brust als Dritte hinter der Estin Eneli Jefimova und der Italienerin Benedetta Pilato an. Die niederländische 4-mal-50-Meter-Lagenstaffel wurde Vierte. Über 200 Meter Brust gewann Schouten den Titel mit fast zweieinhalb Sekunden Vorsprung.
Bei den Weltmeisterschaften 2024 in Doha erreichte Schouten über 100 Meter Brust den zweiten Platz hinter Tang Qianting und eine Zehntelsekunde vor Siobhan Bernadette Haughey aus Hongkong. Über 200 Meter Brust siegte Schouten mit über einer Sekunde Vorsprung auf Kate Douglass, die ihrerseits zwei Sekunden vor der drittplatzierten Kanadierin Sydney Pickrem anschlug. Die niederländische Lagenstaffel mit Kira Toussaint, Tes Schouten, Maaike de Waard und Kim Busch belegte den fünften Platz. Fünf Monate später bei den Olympischen Spielen in Paris schied Tes Schouten über 100 Meter Brust als Zehnte des Halbfinales aus. Über 200 Meter Brust erreichte sie das Finale. Dort gewann Kate Douglass vor der Südafrikanerin Tatjana Smith-Schoenmaker, anderthalb Sekunden dahinter schlug Schouten als Dritte an. Die 4-mal-100-Meter-Lagenstaffel mit Maaike de Waard, Tes Schouten, Tessa Giele und Marrit Steenbergen belegte den achten Platz.